# Lijst van administratieve eenheden in Đà Nẵng
Deze lijst bevat een overzicht van administratieve eenheden in Đà Nẵng (Vietnam).

## HuyệnHòa Vang
- Xã Hòa Bắc
- Xã Hòa Châu
- Xã Hòa Khương
- Xã Hòa Liên
- Xã Hòa Nhơn
- Xã Hòa Ninh
- Xã Hòa Phong
- Xã Hòa Phú
- Xã Hòa Phước
- Xã Hòa Sơn
- Xã Hòa Tiến

## HuyệnHoàng Sa
- Paraceleilanden

## QuậnCẩm Lệ
- Phường Hòa An
- Phường Hòa Phát
- Phường Hòa Thọ Đông
- Phường Hòa Thọ Tây
- Phường Hòa Xuân
- Phường Khuê Trung

## QuậnHải Châu
- Phường Bình Hiên
- Phường Bình Thuận
- Phường Hải Châu 1
- Phường Hải Châu 2
- Phường Hòa Cường Bắc
- Phường Hòa Cường Nam
- Phường Hòa Thuận Đông
- Phường Hòa Thuận Tây
- Phường Nam Dương
- Phường Phước Ninh
- Phường Thạch Thang
- Phường Thanh Bình
- Phường Thuận Phước

## QuậnLiên Chiểu
- Phường Hòa Hiệp Bắc
- Phường Hòa Hiệp Nam
- Phường Hòa Khánh Bắc
- Phường Hòa Khánh Nam
- Phường Hòa Minh

## QuậnNgũ Hành Sơn
- Phường Hòa Hải
- Phường Hòa Quý
- Phường Khuê Mỹ
- Phường Mỹ An

## QuậnSơn Trà
- Phường An Hải Bắc
- Phường An Hải Đông
- Phường An Hải Tây
- Phường Mân Thái
- Phường Nại Hiên Đông
- Phường Thọ Quang

## QuậnThanh Khê
- Phường An Khê
- Phường Chính Gián
- Phường Hòa Khê
- Phường Tam Thuận
- Phường Tân Chính
- Phường Thạc Gián
- Phường Thanh Khê Đông
- Phường Thanh Khê Tây
- Phường Vĩnh Trung
- Phường Xuân Hà